# Avia BH-4
Avia BH-4 byl prototyp dolnoplošného stíhacího letounu vzniklý roku 1922 v Československu. Jednalo se o další vývoj typu BH-3 vybaveného osmiválcovým vidlicovým motorem Hispano-Suiza 8Ba ve snaze o zvýšení výkonů stroje. Kvůli instalaci nové pohonné jednotky došlo k podstatnému překonstruování přední části stroje a celkovému zesílení konstrukce, zejména podvozku. Letoun jen mírně překonával BH-3 a další vývoj typu BH-4 byl opuštěn. Československé letectvo jako svou sériovou stíhačku s motorem Hispano-Suiza 8B vybralo konkurenční Letov Š-4.

## Specifikace
Údaje podle

### Technické údaje
- Osádka: 1
- Délka: 6,47 m
- Rozpětí: 10,25 m
- Nosná plocha: 15,76 m²
- Prázdná hmotnost: 724 kg
- Vzletová hmotnost: 1 025 kg
- Pohonná jednotka: 1 × osmiválcový vidlicový motor Hispano-Suiza 8Ba
- Výkon pohonné jednotky: 162 kW (220 k)

### Výkony
- Maximální rychlost: 222 km/h
- Cestovní rychlost: 190 km/h
- Dostup: 6 700 m
- Stoupavost: výstup do 5 000 m za 20 minut
- Dolet: 510 km